# Pterocheilus cyaneipennis
Pterocheilus cyaneipennis är en stekelart som beskrevs av André. Pterocheilus cyaneipennis ingår i släktet palpgetingar, och familjen Eumenidae. Inga underarter finns listade i Catalogue of Life.